# Drzewo genealogiczne Emiliuszów Paulusów
Przydomek Paulus (Paullus) nosiła jedna z gałęzi rzymskiego rodu Emiliuszów. Jej przedstawiciele pojawiają się w historii Rzymu w III i II wieku p.n.e.
| Lucjusz Emiliusz Mamercyn Prywernusz |
| konsul 341 i 329 p.n.e.              |

| Marek Emiliusz Paulus |
| konsul 302 p.n.e.     |

| Marek Emiliusz Paulus |
| konsul 255 p.n.e.     |

| Marek Liwiusz Druzus Emilian               |
| adoptowany przez Marka Liwiusza Salinatora |

| Lucjusz Emiliusz Paulus Macedoński     |
| konsul 182 i 168 p.n.e.                |
| \| 1. Papiria Masonia \| \| 2. N.N. \| |
| 1. Papiria Masonia                     |
| 2. N.N.                                |

| 1. Papiria Masonia |
| 2. N.N.            |

| Emilia Paula Tercja                                     |
| \| 1. Publiusz Korneliusz Scypion Afrykański Starszy \| |
| 1. Publiusz Korneliusz Scypion Afrykański Starszy       |

| 1. Publiusz Korneliusz Scypion Afrykański Starszy |

| Emilia Paula Prima                       |
| \| 1. Marek Porcjusz Katon Licinianus \| |
| 1. Marek Porcjusz Katon Licinianus       |

| 1. Marek Porcjusz Katon Licinianus |

| Kwintus Fabiusz Maksimus Emilianus             |
| adoptowany do rodu Fabiuszy; konsul 145 p.n.e. |

| Publiusz Korneliusz Scypion Emilian Afrykański Młodszy |
| adoptowany przez syna Scypiona Afrykańskiego Starszego |

| Emilia Paula Sekunda            |
| \| 1. Kwintus Eliusz Tuberon \| |
| 1. Kwintus Eliusz Tuberon       |

| 1. Kwintus Eliusz Tuberon |

| N.N. Emiliusz Paulus        |
| ur. ok. 181, zm. 167 p.n.e. |

| N.N. Emiliusz Paulus        |
| ur. ok. 176, zm. 167 p.n.e. |

| Emilia Paula Tercja |